# Zoothera heinrichi
La geomalia (Zoothera heinrichi (Stresemann, 1931)) è un uccello della famiglia Turdidae, endemico dell'isola di Sulawesi (Indonesia), noto anche come tordo dei monti di Sulawesi .